# Il movimento del dare
Il movimento del dare è un album di Fiorella Mannoia pubblicato il 7 novembre 2008, prodotto da Piero Fabrizi per Durlindana/Sony BMG.

## Il disco
L'album è stato realizzato con la collaborazione dei seguenti artisti italiani:
- Luciano Ligabue (per Io posso dire la mia sugli uomini);
- Ivano Fossati (per La bella strada);
- Franco Battiato e Manlio Sgalambro (per Il movimento del dare);
- Piero Fabrizi (per Primavera, Cuore di pace e Sogno di Ali);
- Tiziano Ferro (per Il re di chi ama troppo);
- Bungaro (per Fino a che non finisce);
- Jovanotti (per Io cosa sarò);
- Pino Daniele (per Capelli rossi).

## Tracce
1. Io posso dire la mia sugli uomini – 5:04 (Luciano Ligabue)
2. La bella strada – 3:49 (Ivano Fossati)
3. Il movimento del dare – 3:32 (testo: Franco Battiato e Manlio Sgalambro – musica: Franco Battiato) – con la partecipazione di Franco Battiato
4. Primavera – 5:04 (Piero Fabrizi)
5. Il re di chi ama troppo – 4:03 (Tiziano Ferro) – con la partecipazione di Tiziano Ferro
6. Fino a che non finisce – 3:42 (testo: Giuseppe Romanelli – musica: Antonio Calò)
7. Io cosa sarò – 4:13 (Lorenzo Cherubini)
8. Cuore di pace – 4:31 (Piero Fabrizi)
9. Capelli rossi – 3:07 (Pino Daniele)
10. Sogno di Ali – 4:46 (Piero Fabrizi)

## Formazione
- Fiorella Mannoia – voce
- Piero Fabrizi – sitar, cori, slide guitar, ukulele, chitarra acustica, mandolino, chitarra elettrica, basso, bouzouki
- Renato Cantele – programmazione
- Elio Rivagli – batteria, percussioni
- Dario Deidda – basso
- Giovanni Boscariol – organo Hammond, tastiera, pianoforte
- Stefano Pisetta – percussioni, cori
- Max Costa – programmazione
- Paolo Costa – basso
- Alfredo Golino – batteria
- Valerio Calisse – pianoforte, programmazione, tastiera
- Vittorio Cosma – pianoforte
- Rocco Tanica – tastiera
- Marco Brioschi – tromba, flicorno
- Claudio Corvini – flicorno
- Elio – flauto traverso
- Maurizio Giammarco – flauto traverso

## In movimento tour
In movimento tour è il tour di Fiorella Mannoia per promuovere l'album Il movimento del dare. Il tour è iniziato a Livorno presso il Teatro Carlo Goldoni il 23 febbraio 2009, ed è finito l'8 maggio 2009 presso il palasport di Fossano.

### Date e tappe
- 23.02.2009 - Livorno, Teatro Goldoni
- 27.02.2009 - Latina, Teatro D'Annunzio
- 28.02.2009 - Avezzano (Aq), Teatro dei Marsi
- 03.03.2009 - Gallipoli (Le), Teatro Italia
- 04.03.2009 - Bari, Teatro Team
- 06.03.2009 - Vatania, Teatro Metropolitan
- 07.03.2009 - Marsala (Tp), Teatro Impero
- 08.03.2009 - Palermo, Teatro Politeama
- 09.03.2009 - Messina, Teatro Vittorio Emanuele
- 11.03.2009 - Martina Franca (Ta), Teatro Nuovo
- 12.03.2009 - Rende (Cs), Teatro Garden
- 13.03.2009 - Reggio Calabria, Teatro Cilea
- 15.03.2009 - Sassari, Teatro Verdi
- 16.03.2009 - Cagliari, Teatro della Fiera
- 20.03.2009 - Riva del Garda (Tn), Palameeting
- 21.03.2009 - Conegliano (Tv), Zoppas Arena
- 23.03.2009 - Cremona, Teatro Ponchielli
- 24.03.2009 - Fiorano, Pala Enia Energia
- 25.03.2009 - Genova, Teatro Carlo Felice
- 27.03.2009 - Varese, Teatro di Varese
- 28.03.2009 - Brescia, Teatro di Brescia
- 29.03.2009 - Cesena (Fc), Nuovo Teatro Carisport
- 30.03.2009 - Udine, Teatro Nuovo Giovanni da Udine
- 01.04.2009 - Roma, Gran Teatro
- 02.04.2009 - Roma, Gran Teatro
- 04.04.2009 - Grosseto, Teatro Moderno
- 09.04.2009 - Ancona, Teatro Delle Muse
- 15.04.2009 - Piacenza, Teatro Politeama
- 16.04.2009 - Bergamo, Teatro Creberg
- 17.04.2009 - Torino, Teatro Colosseo
- 27.04.2009 - Napoli, Teatro Augusteo
- 28.04.2009 - Bologna, Teatro Europauditorium
- 29.04.2009 - Firenze, Saschall
- 30.04.2009 - Civitanova Marche (Mc), Teatro Rossini
- 04.05.2009 - Verona, Teatro Filarmonico
- 06.05.2008 - Mestre (Ve), Teatro Toniolo
- 08.05.2009 - Fossano (Cn), Palasport

## Successo Commerciale
Il movimento del dare raggiunge la terza posizione nella classifica italiana. Viene certificato disco di platino, con oltre 120 000 copie vendute.

## Classifiche

### Classifiche settimanali
| Classifica (2008) | Posizione massima |
| ----------------- | ----------------- |
| Italia            | 3                 |

### Classifiche di fine anno
| Classifica (2008) | Posizione |
| ----------------- | --------- |
| Italia            | 45        |
| Classifica (2009) | Posizione |
| Italia            | 91        |